# Stasys Šimkus
Stasys Šimkus   (Motiškiai, 23 de gener de 1887 - Kaunas, 15 d'octubre de 1943) va ser un compositor lituà.
Šimkus va estudiar a Vilnius i Varsòvia i més tard es va convertir en l'alumne d'Anatoli Liàdov, Jāzeps Vītols i Maximilian Steinberg. Després de visitar Estats Units, va anar a Leipzig per a estudis posteriors amb Paul Graener i Siegfried Karg-Elert. Un romàntic nacional, Šimkus va ajudar a ressuscitar l'organització cultural lituana "Daina" el 1916. El 1923, va obrir una escola privada de música a Klaipeda, que aviat es va convertir en el conservatori nacional lituà (ara anomenat "Klaipėda Stasys Šimkus Conservatoire"). Va ser professor de composició al Conservatori entre 1931 i 1937 i també va dirigir l'Òpera Estatal a Kaunas.
Šimkus va compondre diverses òperes, una cantata, un poema simfònic, una suite de piano, una balada, obres corals, lieder i música de l'església. Va compondre la música per Lietuvininkai lletra de Georg Sauerwein.
El seu fill Algis Šimkus també es va convertir en un reconegut director, pianista i compositor.